# Red Lightning
Red Lightning is een computerspel dat werd ontwikkeld door Strategic Simulations. Het spel werd in 1989 uitgebracht voor de Commodore Amiga, Atari ST en DOS. Het is een fictief spel over een conflict tussen Centraal Europa en het Warschaupact. De Derde Wereldoorlog is uitgebroken en de speler moet de Russen zien te stoppen.

## Releases
- Amiga (1989)
- Atari ST (1989)
- DOS (1989)

## Ontvangst
| Beoordeeld door             | Jaar | Platform | Score |
| --------------------------- | ---- | -------- | ----- |
| Amiga Computing             | 1989 | Amiga    | 92%   |
| Amiga Format                | 1989 | Amiga    | 90%   |
| Atari ST User               | 1989 | Atari ST | 90%   |
| The Games Machine (UK)      | 1989 | DOS      | 84%   |
| Amiga Joker                 | 1989 | Amiga    | 60%   |
| Computer Gaming World (CGW) | 1991 | DOS      | 40%   |
| Computer Gaming World (CGW) | 1991 | Atari ST | 40%   |